# Secretaria d'Estat d'Economia i Suport a l'Empresa
La Secretaria d'Estat d'Economia i Suport a l'Empresa d'Espanya és una de les tres Secretaries d'Estat en les quals s'estructura l'actual Ministeri d'Economia i Empresa.

## Competències
La Secretaria d'Estat d'Economia i Suport a l'Empresa té competències relatives a l'orientació de la política econòmica, situació econòmica conjuntural, previsió de les magnituds macroeconòmiques, polítiques econòmiques sectorials, informe i aprovació de preus, tarifas, peatges i cànons en matèries de la seva competència, tresoreria de l'Estat, gestió de la deute públic, política financera, assegurances i reassegurança privades, capitalització i fons de pensions, política de prevenció del blanqueig de capitals, estadístiques i representació en les institucions financeres internacionals i en determinats fòrums internacionals econòmics i financers.

## Titulars
- Fernando Jiménez Latorre (23 de desembre de 2011-29 d'agost de 2014).[2]
- Íñigo Fernández de Mesa Vargas (29 d'agost de 2014-11 de novembre de 2016)
- Irene Garrido Valenzuela (11 de novembre de 2016- 19 de juny de 2018)
- Ana de la Cueva (19 de juny de 2018 -)[3]

## Estructura
De la Secretaria d'Estat d'Economia i Suport a l'Empresa depenen directament els següents òrgans directius:
1. La Secretaria General del Tresor i Política Financera, amb rang de subsecretaria, de la qual depèn la Direcció general del Tresor
2. La Direcció general de Política Econòmica.
3. La Direcció general d'Anàlisi Macroeconòmica i Economia Internacional.
4. La Direcció general d'Assegurances i Fons de Pensions.

Així mateix, del Secretari d'Estat d'Economia i Suport a l'Empresa depèn directament el Gabinet, com a òrgan d'assistència immediata al Secretari d'Estat, amb nivell orgànic de subdirecció general.
Per a l'assessorament jurídic de la Secretaria d'Estat d'Economia i Suport a l'Empresa existirà una Advocacia de l'Estat, integrada orgànicament en la del departament.
Depenen, a més, del Secretari d'Estat d'Economia i Suport a l'Empresa els següents òrgans col·legiats, que continuen regint-se per la seva normativa específica:
1. La Comissió de prevenció del blanqueig de capitals i infraccions monetàries, la presidència de les quals ostenta.

S'adscriuen al Ministeri d'Economia i Competitivitat, a través de la Secretaria d'Estat d'Economia i Suport a l'Empresa:
1. L'Institut Nacional d'Estadística.
2. L'Institut de Crèdit Oficial.
3. La Comissió Nacional dels Mercats i la Competència.
4. La Comissió Nacional del Mercat de Valors.

La Inspecció General del Ministeri d'Hisenda i Administracions Públiques dependrà funcionalment del titular de la Secretaria d'Estat d'Economia i Suport a l'Empresa per a l'exercici de les seves competències respecte d'òrgans i matèries de l'àmbit d'atribucions d'aquesta Secretaria d'Estat.